# Novelty Automation

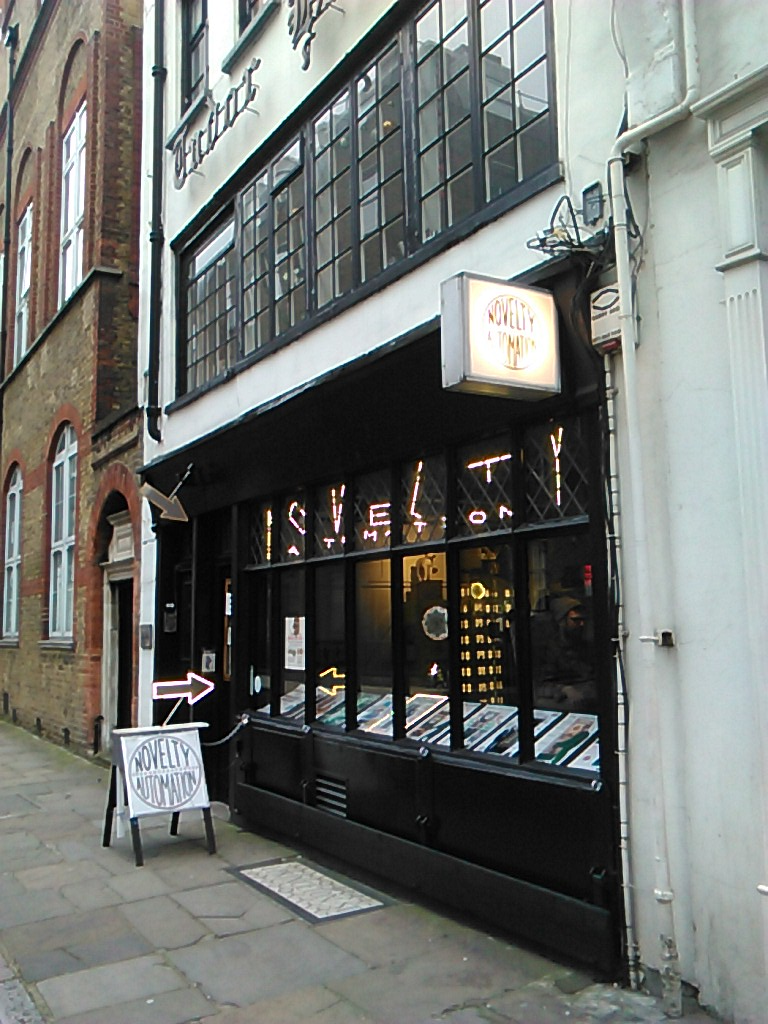
Novedad Automatización

Novelty Automation es un salón recreativo de máquinas satíricas en Holborn, Londres. Las máquinas son obra del dibujante e ingeniero Tim Hunkin, a menudo a mano, y la sala de juegos incluye una expresiva cabina de fotos, un divorcio interactivo y un " pequeño colisionador de hadrones ". La sala de juegos también incluye tres de las máquinas de Hunkin que alguna vez estuvieron en exhibición en la exhibición de Covent Garden del Cabaret Mechanical Theatre : The Frisker, Test Your Nerve y The Chiropodist.
Inaugurado en febrero de 2015, Novelty Automation es la segunda sala de juegos de Tim Hunkin, la primera fue The Under The Pier Show en Southwold, donde decidió 'reinventar' las salas de juegos y permitió que un pasatiempo se hiciera cargo de su vida.
Automatización de la novedad es el himno de Hunkin a la historia local del entretenimiento popular en Londres, un lugar por el que ha dicho que tiene casi un "celo misionero". Hunkin ha profesado su tristeza por la comercialización de la ciudad y cree que la gente aprecia la incorrección política de Novelty Automation y que es un antídoto contra la corporativización de la diversión.
Hablando sobre la máquina tragamonedas Housing Ladder del lugar, en la que un jugador camina los escalones de una escalera física para mover una figura automatizada hacia una casa modelo, Hunkin ha dicho: "No creo que el arte político tenga un efecto enorme, pero en a corto plazo es satisfactorio reforzar la falta de respeto de la gente hacia los villanos". Hunkin habló más sobre el tema en una charla que dio en Novelty Automation en noviembre de 2016 argumentando que reforzar la falta de respeto de la gente por sus objetivos es el objetivo principal del arte satírico, "pero a largo plazo también puede contribuir al cambio: llega un punto donde los villanos ya no pueden reírse".[cita requerida]

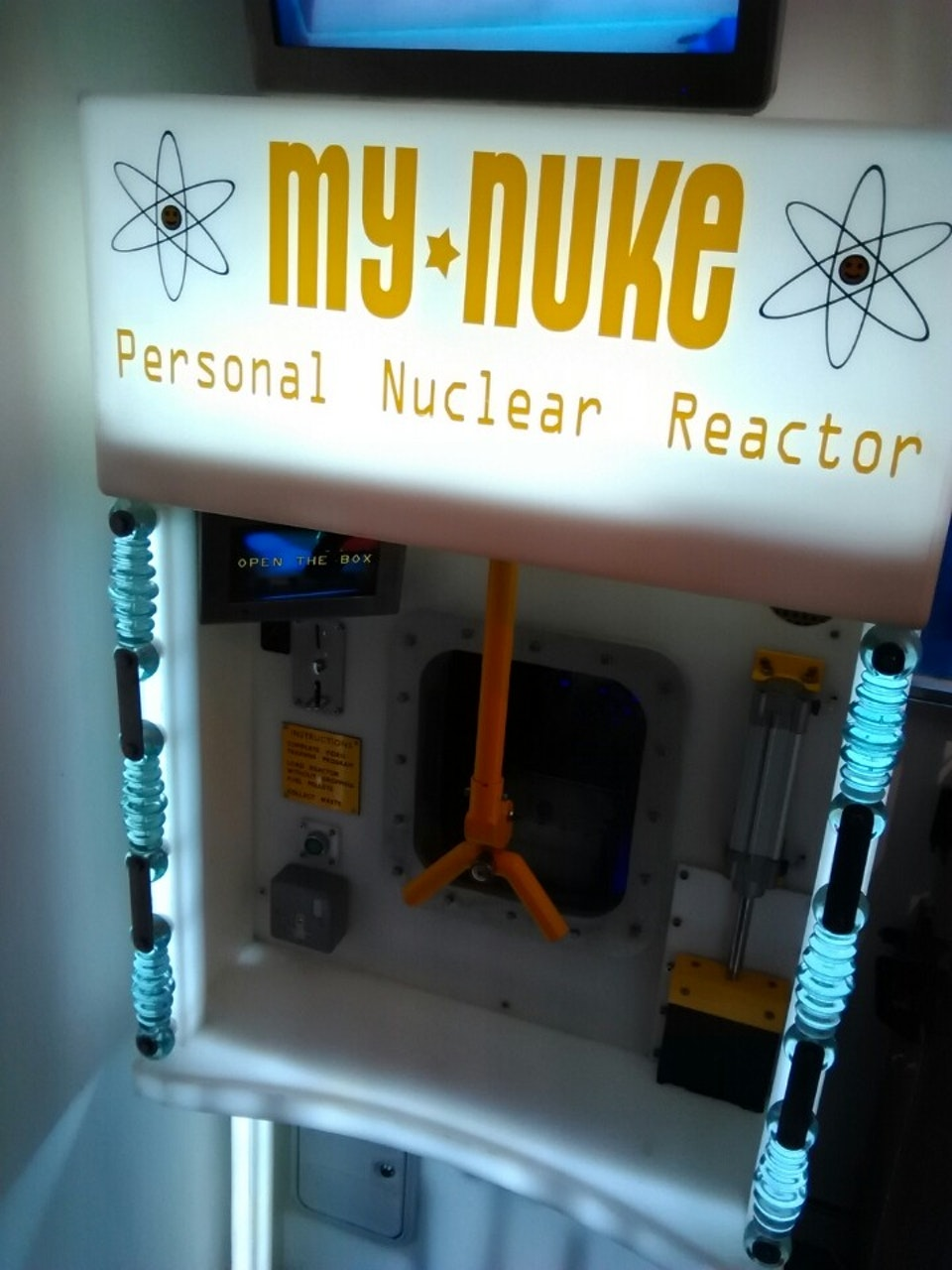
La máquina "My Nuke Personal Nuclear Reactor"

Las máquinas de Hunkin en Novelty Automation tienen un estilo tecnológico que combina los enfoques electromagnéticos del movimiento de la vieja escuela (motores, poleas y engranajes) con algunos aspectos de la tecnología más moderna, utilizada para video, sonido y programación. Hunkin cree que está explorando un "territorio ilimitado" y que el mundo moderno está demasiado centrado en "un software asombroso e interfaces físicas simples... muy pocas máquinas son al revés".